# Lệ nhi
Lệ nhi, Móng tay hay Vảy ốc (danh pháp Bacopa caroliniana) là một loài thực vật có hoa trong họ Mã đề. Loài này được (Walter) B.L.Rob. mô tả khoa học đầu tiên năm 1908.

## Phân bố
Cây lệ nhi phát triển thích nghi tốt với các điều kiện khu vực đầm lầy ở cả hai dạng đưới nước và trên cạn và thường được tìm thấy ở miền nam Hoa Kỳ.

## Đặc điểm
Cây có cấu trúc thân dài, chiều cao 20–30 cm, tán rộng 3–6 cm. Một số hình dạng của loài này hiện đang phổ biến, bao gồm hình dạng lá nhỏ và dạng có đốm. Một trong những đặc điểm đặc trưng nhất của cây này là mùi chanh do lá phát ra khi bị nghiền nát.
Cây sống tốt trong môi trường nhiệt độ 15-28 độ C, mức độ ánh sáng từ trung bình đến cao, dinh dưỡng nhiều. Nếu bổ sung thêm CO2 cây sẽ cho ra lá xanh căn và bung xòe rất đẹp như một cái tháp. Nếu ánh sáng có cường độ cao và nitrat thấp, cây sẽ có một đồng xỉn hoặc màu nâu. Khi phophate được hạn chế, cây sẽ có màu ửng hồng. Trồng cạn ngoài trời ở bờ ao hoặc trong một hồ đủ ánh sáng sẽ giúp cây tăng trưởng tốt và có hoa màu tía đặc trưng của loài này.

## Sử dụng
Nhờ có hình dáng nhỏ và vẻ đẹp tuyệt vời nên cây là loài thực vật thủy sinh phổ biến được ưu chuộng trong giới thủy sinh hiện nay và được bài trí thích hợp làm cây trung cảnh và hậu cảnh trong hồ thủy sinh nhỏ.
Để nhân giống cho cây, chỉ cần ngắt 1 phần thân kèm theo lá và cắm thẳng xuống đất thì cây có thể phát triển thành cây mới nên thuộc loại cây thủy sinh cắt cắm. Cây cũng thường xuyên sản xuất rễ bò ở phần gốc, những thân này có thể được tỉa cẩn thận và trồng lại nên rất dễ trồng. Cây tăng trưởng nhanh, hấp thu dinh dưỡng tốt nên là ứng viên xuất sắc trong môi trường không có CO2 và là ứng viên tuyệt vời cho các hồ thủy sinh bị dư dinh dưỡng. Khi chăm sóc cây, việc bón cả 2 loại chất dinh dưỡng chính và vi chất dinh dưỡng là không cần thiết nhưng sẽ có hiệu quả, cũng tương tự đối với việc bổ sung CO2 cho cây.

## Hình ảnh

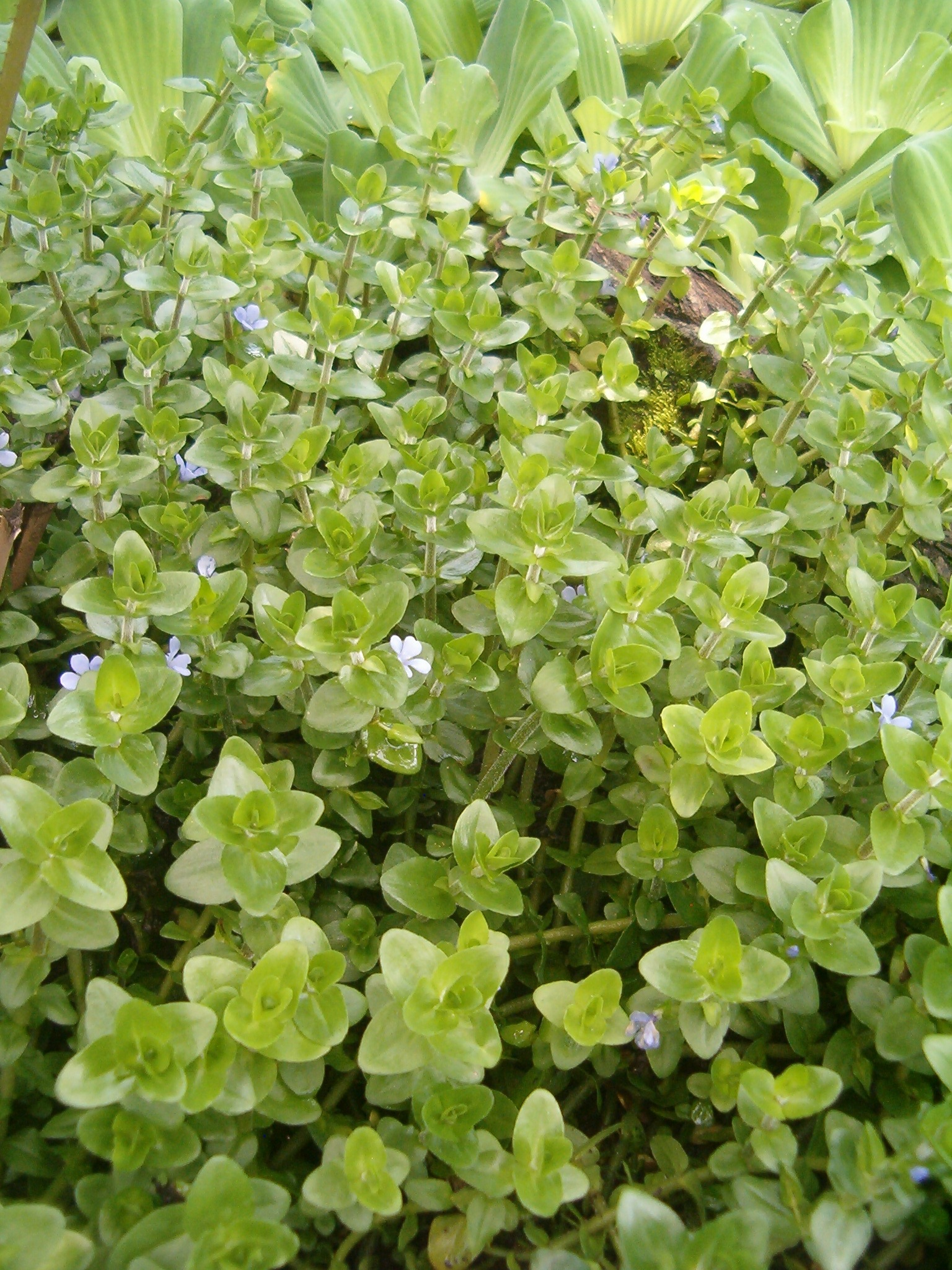
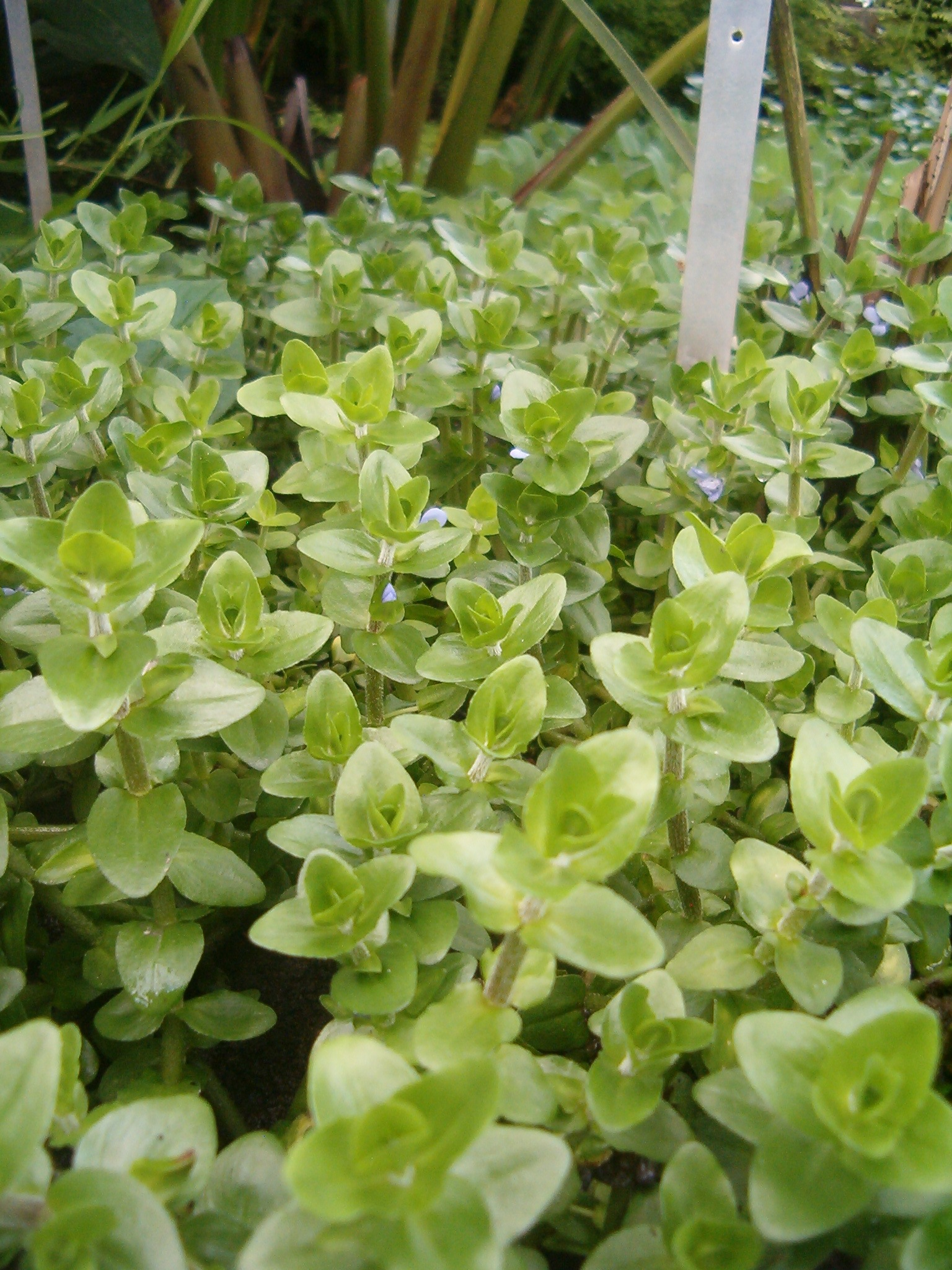
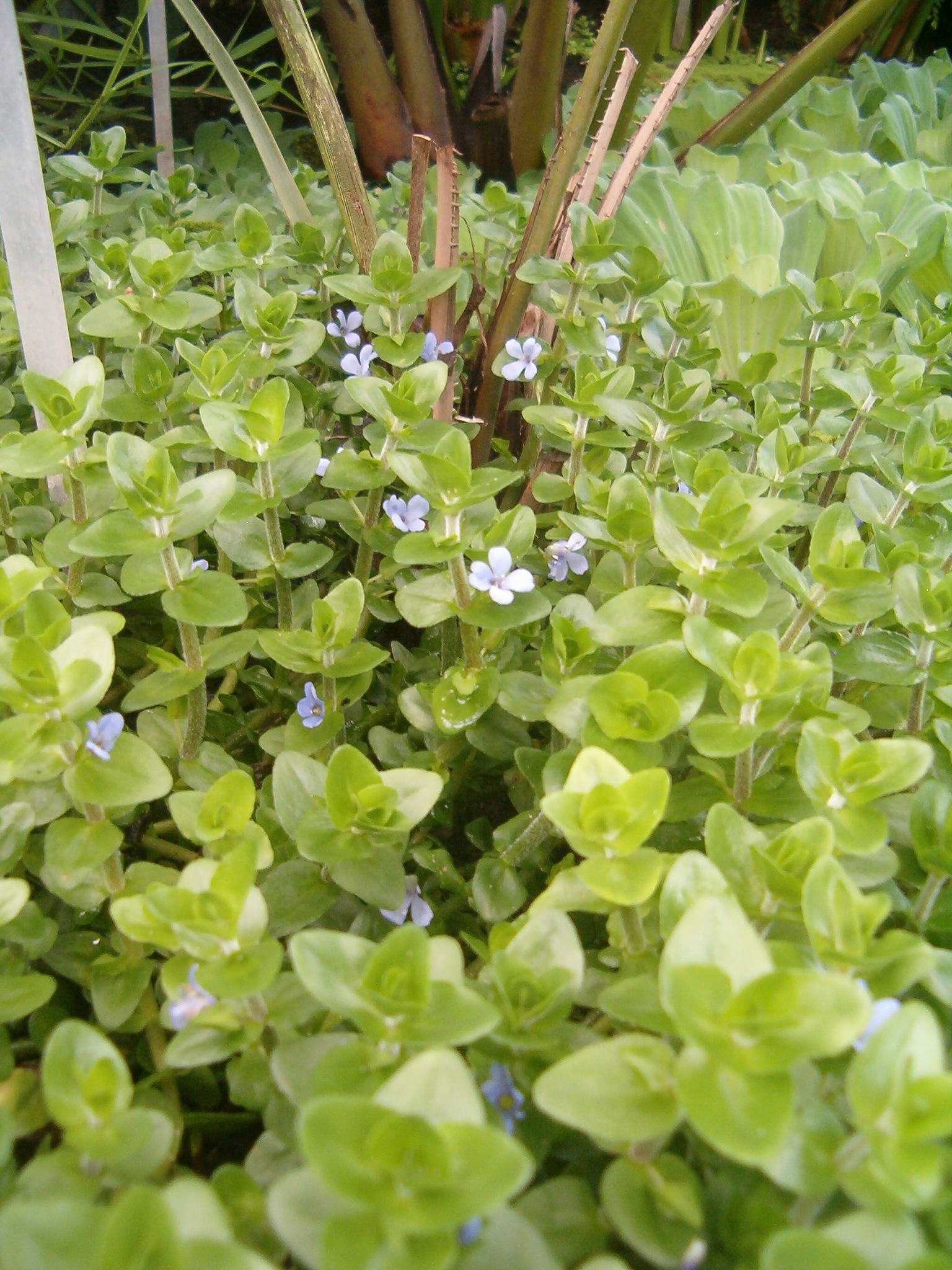
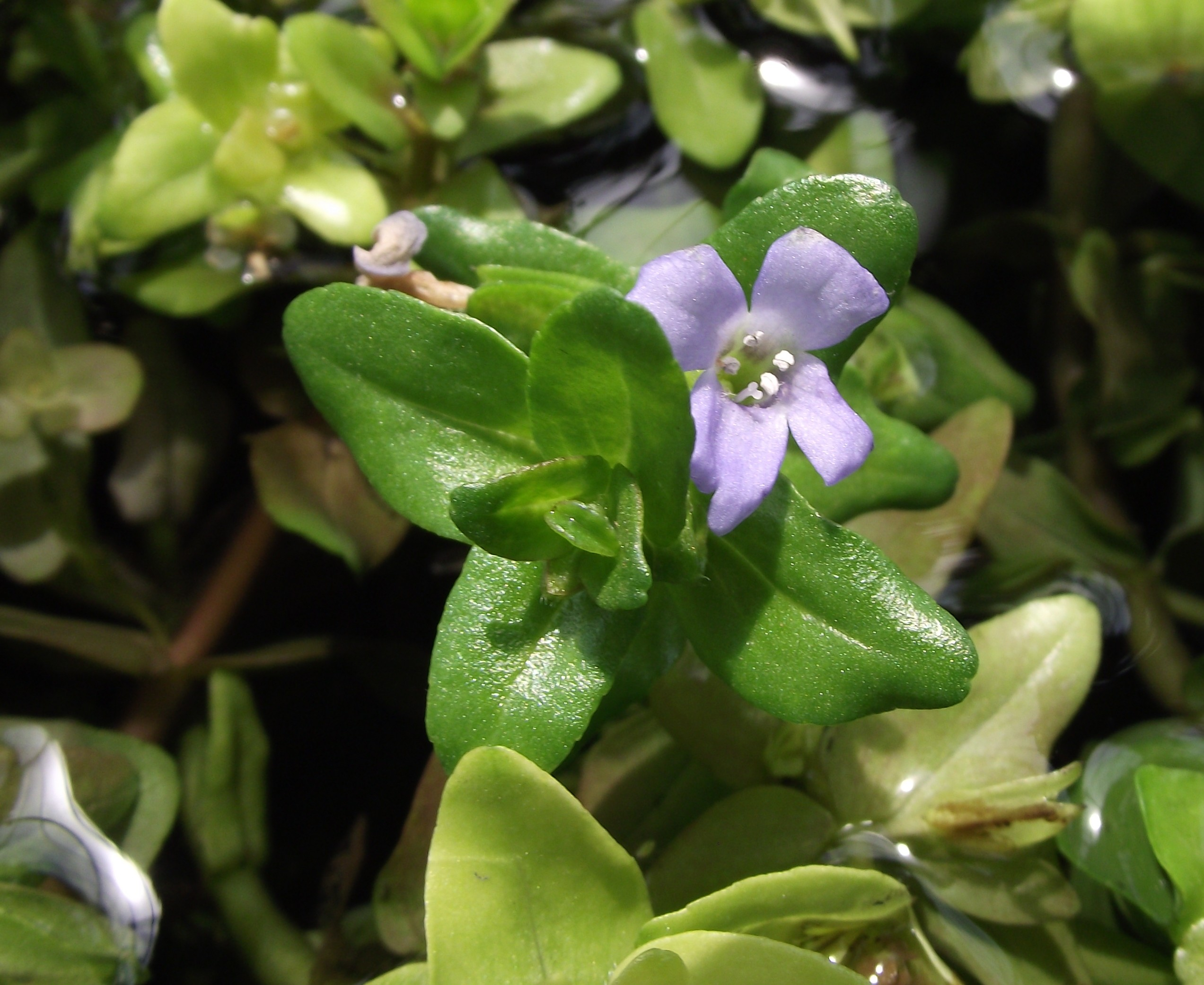